# Thilo Kleibauer
Thilo Kleibauer (* 11. Juli 1971 in Hamburg) ist ein deutscher Politiker der Christlich Demokratischen Union Deutschlands (CDU).

## Leben
Nach dem Abitur 1991 am Gymnasium Buckhorn absolvierte Kleibauer eine Ausbildung zum Bankkaufmann und studierte Betriebswirtschaftslehre mit dem Abschluss als Diplom-Kaufmann 1998. Er arbeitet als Analyst beim Bankhaus M. M. Warburg & CO. KG.

## Politik
Kleibauer ist seit 1989 Mitglied in der CDU. Er ist Ortsvorsitzender der CDU Volksdorf/Walddörfer. Von 1997 bis 2004 war er Mitglied in der Bezirksversammlung Wandsbek.
Seit dem 17. März 2004 ist er Mitglied der Hamburgischen Bürgerschaft. Dort sitzt er für seine Fraktion im Haushaltsausschuss, Stadtentwicklungsausschuss und Wissenschaftsausschuss, außerdem in den Ausschüssen Öffentlicher Dienst und Personalwirtschaft sowie Vermögen und öffentliche Unternehmen und im Sonderausschuss Verwaltungsreform.
Nach der Bürgerschaftswahl am 23. Februar 2020 zog er erneut als Abgeordneter in die Hamburgische Bürgerschaft ein.